# Bahnstrecke Langenbach–Enzelhausen
| |                      |                             |                             |
| Streckennummer (DB): | 5633                 |                             |                             |
| Kursbuchstrecke (DB): | 424b (1968)          |                             |                             |
| Kursbuchstrecke: | 413g (1946)          |                             |                             |
| Streckenlänge: | 28,76 km             |                             |                             |
| Spurweite: | 1435 mm (Normalspur) |                             |                             |
| Streckenklasse: | CE                   |                             |                             |
| Maximale Neigung: | 25 ‰                 |                             |                             |
| Minimaler Radius: | 200 m                |                             |                             |
| Streckengeschwindigkeit: | 40 km/h              |                             |                             |
| |                      |                             |                             |
| \| \| \| von München Hbf \| \| \| \| 0,000 \| Langenbach (Oberbay) \| 428 m \| \| \| \| nach Regensburg Hbf \| \| \| \| 2,121 \| Amper (95 m) \| Amper (95 m) \| \| \| 2,485 \| Amperkanal (24 m) \| Amperkanal (24 m) \| \| \| 2,910 \| Haag (Amper) \| Haag (Amper) \| \| \| 5,542 \| Anglberg \| Anglberg \| \| \| \| Anschluss Kraftwerk Zolling \| \| \| \| 6,120 \| Anglberg \| Anglberg \| \| \| 6,438 \| (Streckenende seit 1998) \| (Streckenende seit 1998) \| \| \| 7,210 \| Unterzolling \| Unterzolling \| \| \| 8,500 \| Flitzing \| Flitzing \| \| \| 10,650 \| Thonhausen (Hst) \| Thonhausen (Hst) \| \| \| 13,650 \| Attenkirchen \| Attenkirchen \| \| \| 16,870 \| Figlsdorf (Hst) \| Figlsdorf (Hst) \| \| \| 18,120 \| Gründl \| Gründl \| \| \| 20,170 \| Nandlstadt \| Nandlstadt \| \| \| 23,020 \| Reichertshausen (Hallertau) \| Reichertshausen (Hallertau) \| \| \| 24,850 \| Au (Hallertau) \| Au (Hallertau) \| \| \| \| von Mainburg \| \| \| \| 28,760 \| Enzelhausen (bis 1909: Au) \| 446 m \| \| \| \| nach Wolnzach Bahnhof \| \| \| \| \| \| \| \| Quellen: [1][2][3][4][5][6] \| \| \| \| |                      |                             |                             |
| Strecke |                      | von München Hbf             | von München Hbf             |
| Bahnhof | 0,000                | Langenbach (Oberbay)        | 428 m                       |
| Abzweig nach rechts |                      | nach Regensburg Hbf         | nach Regensburg Hbf         |
| Brücke über Wasserlauf | 2,121                | Amper (95 m)                | Amper (95 m)                |
| Brücke über Wasserlauf | 2,485                | Amperkanal (24 m)           | Amperkanal (24 m)           |
| ehemaliger Bahnhof | 2,910                | Haag (Amper)                | Haag (Amper)                |
| Dienststation / Betriebs- oder Güterbahnhof | 5,542                | Anglberg                    | Anglberg                    |
| Abzweig geradeaus und nach rechts |                      | Anschluss Kraftwerk Zolling | Anschluss Kraftwerk Zolling |
| ehemaliger Haltepunkt / Haltestelle | 6,120                | Anglberg                    | Anglberg                    |
| | 6,438                | (Streckenende seit 1998)    | (Streckenende seit 1998)    |
| Bahnhof (Strecke außer Betrieb) | 7,210                | Unterzolling                | Unterzolling                |
| Haltepunkt / Haltestelle (Strecke außer Betrieb) | 8,500                | Flitzing                    | Flitzing                    |
| Haltepunkt / Haltestelle (Strecke außer Betrieb) | 10,650               | Thonhausen (Hst)            | Thonhausen (Hst)            |
| Bahnhof (Strecke außer Betrieb) | 13,650               | Attenkirchen                | Attenkirchen                |
| Haltepunkt / Haltestelle (Strecke außer Betrieb) | 16,870               | Figlsdorf (Hst)             | Figlsdorf (Hst)             |
| Haltepunkt / Haltestelle (Strecke außer Betrieb) | 18,120               | Gründl                      | Gründl                      |
| Bahnhof (Strecke außer Betrieb) | 20,170               | Nandlstadt                  | Nandlstadt                  |
| Haltepunkt / Haltestelle (Strecke außer Betrieb) | 23,020               | Reichertshausen (Hallertau) | Reichertshausen (Hallertau) |
| Bahnhof (Strecke außer Betrieb) | 24,850               | Au (Hallertau)              | Au (Hallertau)              |
| Abzweig nach links und geradeaus (Strecke außer Betrieb) |                      | von Mainburg                | von Mainburg                |
| Bahnhof (Strecke außer Betrieb) | 28,760               | Enzelhausen (bis 1909: Au)  | 446 m                       |
| Strecke (außer Betrieb) |                      | nach Wolnzach Bahnhof       | nach Wolnzach Bahnhof       |
| |                      |                             |                             |
| Quellen: |                      |                             |                             |

Die Bahnstrecke Langenbach–Enzelhausen ist eine stillgelegte Nebenbahn in Bayern. Sie verlief größtenteils durch die Hopfenregion Hallertau in Oberbayern und verband die Bahnstrecke München–Regensburg mit der Bahnstrecke Wolnzach Bahnhof–Mainburg. Zusammen mit letztgenannter war sie im Volksmund als Hallertauer Lokalbahn bzw. Holledauer Bockerl bekannt.

## Geschichte

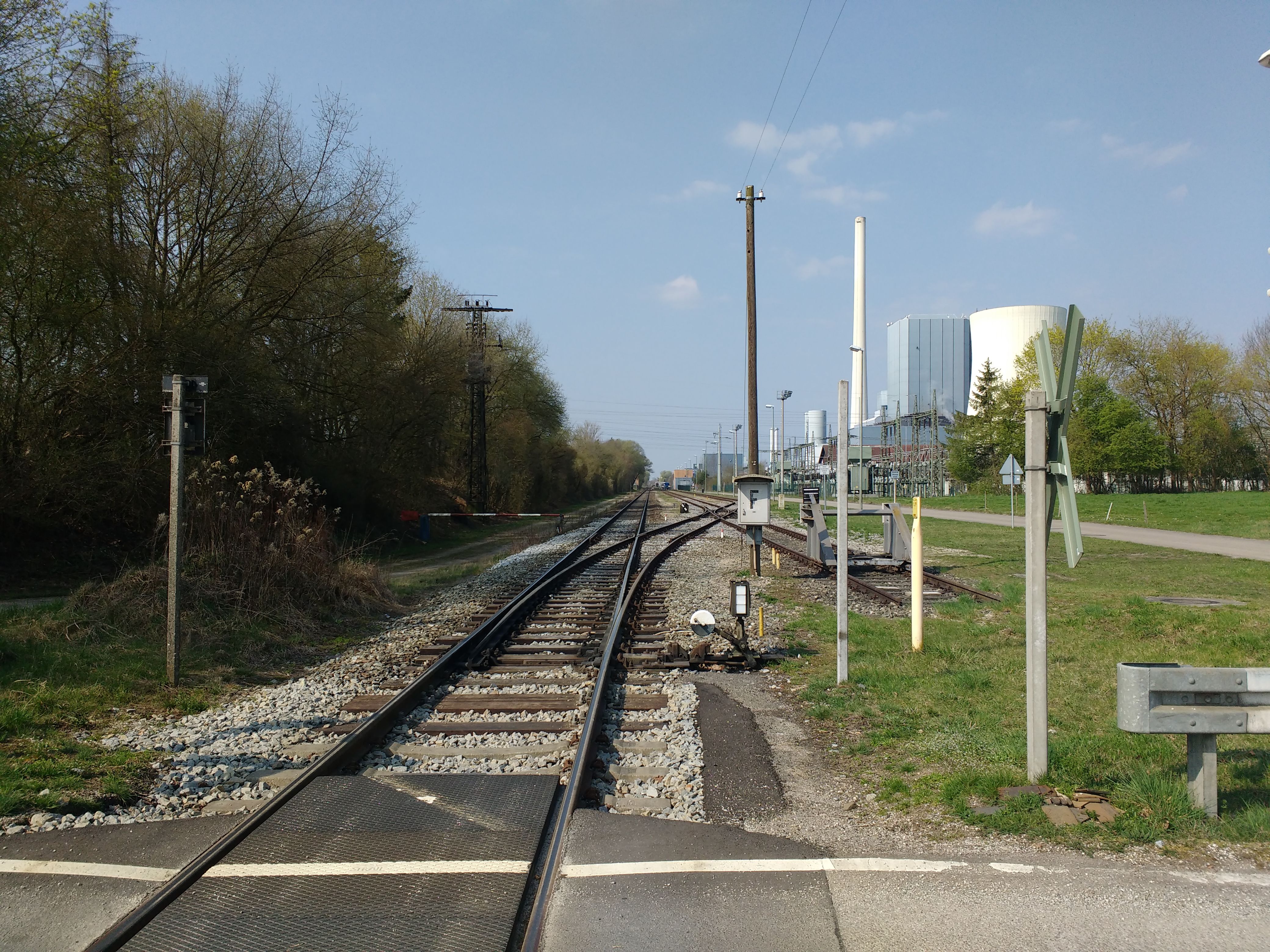
Anschluss des Kraftwerks Zolling (2017)

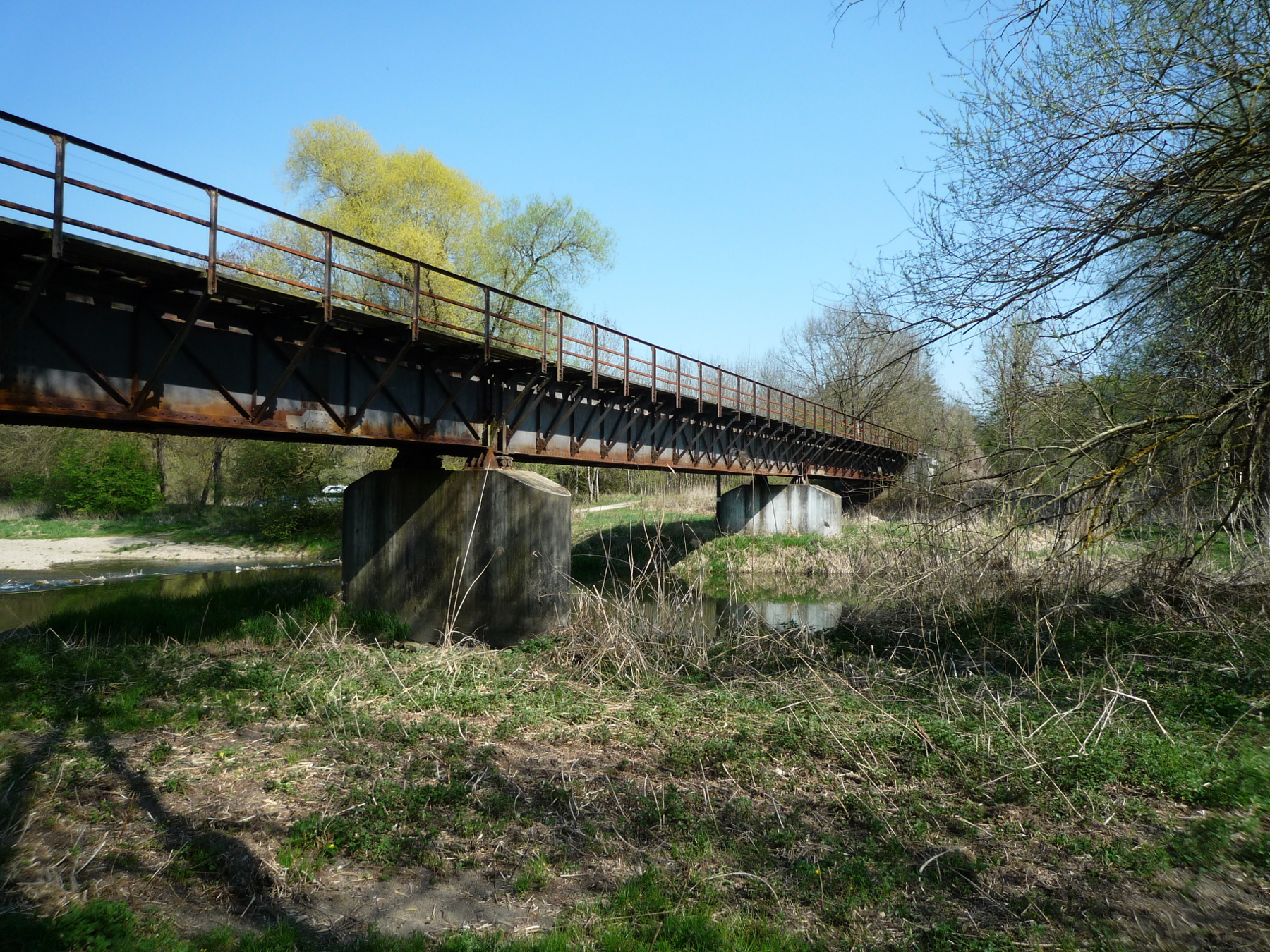
Brücke über die Amper bei Haag an der Amper

Beim 1895 realisierten Anschluss Mainburgs an das Eisenbahnnetz hatte zunächst die kürzere Trasse nach Wolnzach Bahnhof den Vorzug erhalten – zum Missfallen der Städte Freising und Moosburg. Zwischen 1897 und 1903 liefen daher Untersuchungen mit dem Ziel eine weitere Lokalbahn durch die Hallertau in eine der beiden Städte an der Isar zu realisieren. Das Lokalbahngesetz vom 10. August 1904 sah schließlich eine Strecke vor, die im Bahnhof Langenbach aus der Bahnstrecke München–Regensburg abzweigt, dem Ampertal westwärts folgt und ab Zolling unter Berücksichtigung zahlreicher Ortschaften den Bahnhof Enzelhausen in Fahrtrichtung Wolnzach erreicht. Mit dem Bau wurde am 12. August 1907 begonnen, die Eröffnung fand am 1. Mai 1909 statt.
Die bis nach dem Zweiten Weltkrieg in der Regel etwa drei Zugpaare pro Tag verkehrten häufig durchgehend von Mainburg bis Freising, wobei in Enzelhausen die Fahrtrichtung gewechselt und die Lokomotive umgesetzt werden musste. Durchgehende Züge von Wolnzach nach Freising waren selten und auf einzelne Züge in einzelnen Fahrplanperioden beschränkt, obwohl hier das Rangiermanöver in Enzelhausen nicht erforderlich war.
Zum Einsatz kam bis etwa 1911 die Gattung PtL 2/2, die sich aber aufgrund der schwierigen Streckenführung als zu schwach erwies. Schon nach kurzer Zeit wurde die Strecke in einem gemeinsamen Umlauf mit der Strecke nach Wolnzach Bahnhof überwiegend von den Lokalbahn-Nassdampflokomotiven der Gattung D XI befahren. Sie wurden ab 1922 durch die vierachsigen Bayerischen GtL 4/4 (Baureihe 988) ersetzt. Seit den 1930er Jahren kamen immer wieder auch die Baureihen 5710, 700 und 9810 zum Einsatz, vereinzelt auch andere Maschinen wie die Baureihe 5415-17 oder 64. Die Lokomotiven stellte in der Regel das Bw Ingolstadt, während die Unterhaltung während der Dampflokzeit vor Ort am Lokomotivbahnhof Mainburg erfolgte.
Am 29. April 1945 sprengte die Wehrmacht die Amper- und die Amperkanalbrücke bei Haag (Amper). Der Zugverkehr konnte im Herbst des Jahres wieder provisorisch wiederaufgenommen werden.
Die junge Deutsche Bundesbahn stellte die lokbespannten Personenzüge ab 1953 auf neue einmotorige Schienenbusse der Baureihe VT 95 und Dieseltriebwagen der Vorkriegsbaureihe VT 709 um. Der Fahrplan sah um 1960 sonn- und feiertags vier und werktags fünf Zugpaare vor, von denen drei durchgehend von Freising bis Mainburg verkehrten. Wegen sinkender Fahrgastzahlen durch die Automobilisierung während der Wirtschaftswunderjahre fuhren die Schienenbusse in den 1960er Jahren zunehmend ohne Beiwagen. Zum 27. September 1969 wurde der Reiseverkehr zwischen Mainburg, Enzelhausen und Unterzolling eingestellt. Der Personenverkehr auf der Relation Freising–Langenbach–Unterzolling konnte sich an Anschlussverkehr knapp bis ins S-Bahn-Zeitalter retten. Er wurde zuletzt durch zweimotorige Schienenbusse der Baureihe VT 98 erbracht und zum 3. Juni 1973 eingestellt.
Der an der Bahnstrecke München–Regensburg gelegene Haltepunkt Freising-Neustift wurde 1975 aufgelassen. Er war fast ausschließlich von den Lokalbahnzügen genutzt worden. Als Ersatz für die Reisezüge verkehrten zunächst Bahnbusse zwischen Freising und Mainburg, die heute in den stark nachgefragten MVV-Regionalbuslinien 602/603 mit wochentags rund 25 und am Wochenende 12 Fahrtenpaaren aufgegangen sind.
Da nach dem Reisezug- auch der Güterverkehr zwischen Au (Hallertau) und Unterzolling eingestellt worden war, wurde die Strecke in diesem Abschnitt noch 1970 stillgelegt und die Gleisanlagen unmittelbar danach demontiert. Die Bedienung des von Langenbach her nicht mehr anzufahrenden Bahnhofs Au (Hallertau) erfolgte bis Ende 1995 als Stichfahrt mit den Güterzügen der Bahnstrecke Wolnzach Bahnhof–Mainburg. Zusammen mit dieser fiel der Abschnitt Enzelhausen–Au (Hallertau) zum 1. September 1996 den Spar- und Umstrukturierungsmaßnahmen im Zuge der Bahnreform zum Opfer und wurde stillgelegt.
Der allgemeine Güterverkehr Anglberg–Unterzolling endete aus den gleichen Gründen zum 1. Januar 1998. Der seither nicht mehr genutzte Streckenabschnitt wurde am 30. November des gleichen Jahres formal stillgelegt. Eingesetzt waren bis 1973 Dampflokomotiven der Baureihe 50 der Bahnbetriebswerke Plattling oder Mühldorf, danach Mühldorfer Diesellokomotiven der Baureihe 218.

## Betrieb
Heute beschränkt sich der Zugverkehr auf die Anbindung des Kraftwerks Zolling. Es verfeuert im Schnitt 750.000 Tonnen Steinkohle pro Jahr, die über den Bahnhof Langenbach meist zweimal täglich zum kraftwerkseigenen Werksbahnhof Anglberg angeliefert wird und überwiegend aus polnischen Kohlerevieren stammt. Die zuvor seit 2002 eingesetzten Diesellokomotiven der Baureihe 232 wurden im Jahr 2011 durch die Baureihe 247 (Class 77) abgelöst.
Gelegentlich finden zwischen Freising und Haag (Amper) Dampfzug-Sonderfahrten statt, zuletzt im September 2014. Seit einem Umbau des Bahnhofs Langenbach können Züge der Lokalbahn dort nicht mehr am Bahnsteig halten.

## Ausblick
Im Jahr 2018 kam die vom Verkehrsplaner Martin Vieregg untersuchte und vorgeschlagene Nutzung der Strecke bis Zolling als Verlängerung Linie S1 der S-Bahn München ins Gespräch. Die Fahrt von Freising nach Zolling würde 13 bis 14 Minuten dauern und könnte die angespannte Parksituation am Freisinger Bahnhof entschärfen.